# Marta Nowicka
Marta Izabela Nowicka, po mężu Dymała (ur. 19 września 1997 w Poznaniu) – polska koszykarka występująca na pozycji rozgrywającej, od 2022 zawodniczka MUKS-u Poznań.
10 czerwca 2019 przedłużyła umowę z Eneą AZS Poznań. 24 czerwca 2021 dołączyła do Energi Toruń.

## Osiągnięcia
Stan na 2 maja 2024, na podstawie, o ile nie zaznaczono inaczej.

### Klubowe
Seniorskie
- Awans do I ligi z MUKS-em Poznań (2015)

Młodzieżowe
- Mistrzyni Polski:
  - juniorek starszych U–22 (2019)
  - kadetek (2012, 2013)
- Wicemistrzyni Polski juniorek (2015)
- Brązowa medalistka juniorek:
  - starszych U–22 (2015, 2016)
  - 2014

### Indywidualne
Seniorskie
- Zaliczona do I składu grupy B I ligi (2024)[5]
- Liderka w skuteczności rzutów za 3 punkty I ligi (2018)

Młodzieżowe
- MVP mistrzostw Polski juniorek starszych (2019)

Reprezentacja
- Uczestniczka mistrzostw Europy U–20 (2017 – 10. miejsce)[6]